# 西別院村
西別院村（にしべついんむら）は、京都府南桑田郡にあった村。現在の亀岡市西別院町各町、大阪府豊能郡豊能町大字牧・寺田にあたる。

## 地理
- 山岳：鴻応山

## 歴史
- 1889年（明治22年）4月1日 - 町村制の施行により、柚原村・万願寺村・大槻並村・笑路村・犬甘野村・神地村・寺田村・牧村の区域をもって発足。
- 1955年（昭和30年）1月1日 - 亀岡町・東別院村・曽我部村・吉川村・薭田野村・本梅村・畑野村・宮前村・大井村・千代川村・馬路村・旭村・千歳村・河原林村・保津村と合併して亀岡市が発足。同日西別院村廃止。
- 1958年（昭和33年）4月1日 - 旧村域のうち西別院町牧・西別院町寺田が大阪府豊能郡東能勢村（現・豊能町）に編入（越境合併）。